# Alberto Pérez (musicien)
Pour les articles homonymes, voir Alberto Pérez et Pérez.
Alberto Pérez Lapastora (Sigüenza, province de Guadalajara, 1950) chanteur et compositeur espagnol, il est aussi  guitariste et éditeur discographique. Son activité se déploie par ailleurs dans la radio et au cinéma.

## Biographie professionnelle

### 1956-1980 Premières années
Ses débuts en musique ont eu lieu dans la chorale “Escolanía de la Sagrada Familia” (1956) et dans  la “Rondalla Seguntina” (1961); c’est avec ces formations qu’il montera pour la première fois sur scène et qu’il fera ses premiers voyages. À seize ans, il crée son premier groupe pop “Somos” (Nous sommes) pour lequel  il écrira ses premières chansons et avec qui il enregistrera sa première maquette. Pendant son service militaire à Madrid, il fait la connaissance de musiciens guinéens, ce qui motivera sa première  expérience musicale à partir de musiques non européennes. Installé définitivement à Madrid (1972), il fait des études de philologie dans l’université Complutense (en Linguistique) et au conservatoire (guitare, harmonie et contrepoint). Pendant ces années, il voyage dans différents pays européens où il travaillera comme troubadour et musicien de théâtre.

### 1981 "La Mandrágora"
En 1981 il a créé avec Joaquín Sabina et Javier Krahe le trio La Mandragore, auquel il a apporté sa veine poétique et son sens du spectacle. C’est avec eux qu’il va enregistrer le disque du même nom qui continue d’être édité de nos jours.

### 1984-1996 "Si j’étais président" - TVE.  L’Orchestre Alberto Pérez
En 1984, il est invité à participer dans l’émission  de TVE "Si j’étais président", pour laquelle il a créé un personnage inspiré des chanteurs et crooners des années 40 et 50 ; c’est ainsi qu’il a interprété et récupéré une sélection d’environ 100 chansons célèbres, oubliées auparavant. Il a créé l’Orchestre Alberto Pérez qu’il a dirigé pendant 12 ans. Et c’est pendant cette période qu’il a enregistré son disque "Amar y vivir" ("Aimer et vivre").

### 1989 “Corazón loco”  (“Cœur fou”) - Radio 3
En 1989, il accepte la proposition de Radio 3 pour diriger et présenter une émission sur l’histoire et le développement de la musique afrocubaine. De cette entreprise surgit "Cœur fou", espace réalisé par Alberto, guitare en main et micro ouvert aux auditeurs. Le programme a disparu avec Radio 3, disparition qui n’a jamais été suffisamment expliquée.

### 1990-1999 "Sur la piste" et "Temps de bal": rencontre avec Chicho Sánchez Ferlosio
La rencontre d’Alberto Pérez et de Chicho Sánchez Ferlosio – dont l’amitié a continué pendant 15 ans jusqu’à la mort de ce dernier en 2003- fit éclore une collection de 20 chansons de bal, de genres divers, à la façon d’exercices de style. Ils se sont adonnés à ce travail pendant plus de deux ans et le résultat a été l’édition de deux disques: "Sur la piste" (1990) et "Temps de bal"  (1997), produits et interprétés par Alberto Pérez lui-même, avec la participation de musiciens issus d’origines et générations diverses. Un autre projet auquel Chicho et Alberto ont travaillé ensemble, c’est la composition des chansons de la BSO du film "Buenaventura Durruti, anarchiste" (1999), interprétées, dans ce cas, par Chicho.

### 1994-1995 Voix et vibraphone: Alberto Pérez et Alberto Vergara
Cette rencontre s’est produite en 1994, à l’occasion d’une tournée d’Alberto Pérez au Maroc et les deux musiciens se sont proposé de faire les arrangements et d’interpréter, exclusivement avec la voix et le vibraphone, un panorama de l’histoire du boléro. Cette collaboration a duré deux ans, jusqu’au retour du vibraphoniste vénézuélien Alberto Vergara dans son pays.

### 1995 Retour aux circuits de la chanson d’auteur. Une nouvelle technique à la guitare
Après son expérience avec le vibraphoniste Alberto Vergara, Alberto Pérez s’est consacré au développement d’une nouvelle technique à la guitare, afin d’interpréter  certaines de ses chansons de bal arrangées à la façon des troubadours. Il a créé ainsi le spectacle "Au-delà  de la Mandragore" (1995), qui le réintroduira de façon inespérée dans les circuits de la chanson d’auteur et qui va représenter la fin de son activité comme chef d’orchestre.

### 1997-2000 “Avizor Records” et Carmen Martín Gaite
En 1997, Alberto Pérez et l’écrivaine Carmen Martín Gaite ont créé le label discographique “Avizor Records”, dans le but de faire connaître  de nouveaux poètes et musiciens. Le projet a été financé exclusivement avec les récitals qu’ils donnaient eux-mêmes et il a survécu jusqu’au décès de Carmen en 2000.

### 2005 “Alberto Pérez et son Orchestre Volatile”
En 2005, Alberto Pérez donne la première de son spectacle “Alberto Pérez et son Orchestre Volatile”, complètement chanté a capella, où il rendra hommage à son ami Chicho Sánchez Ferlosio. Cette création narrative-musicale, avec des tours de jongleur, emmène Alberto Pérez aux scènes de théâtre.

## Activité radiophonique. Stages et conférences. Travail comme acteur
Alberto Pérez a dirigé et présenté plusieurs programmes et émissions de radio, parmi lesquels il faut signaler "Cœur fou" (RNE, 1989-90) et “A vivir, que son dos días” ("Vivement aujourd’hui!") (SER, 1994-95). Par ailleurs, il a été invité par des Universités et d’autres institutions académiques  en tant que conférencier  à propos de sujets en rapport avec le boléro et la musique de l’Amérique latine; d’autre part, il a assuré des stages sur la reconnaissance de rythmes et de genres. Parmi ses collaborations au cinéma, une des plus populaires est son intervention dans le film “Le voyage nulle part”, de Fernando Fernán Gómez (1986).

## Discographie
- “La Mandrágora”. CBS, 1981  “La Mandragore”
- “Amar y vivir”. Ariola, 1984  “Aimer et vivre”
- “Sobre la pista”. BMG, 1990  “Sur la piste”
- “Tiempo de baile”. Avizor Records, 1997  “Temps de bal”